# جون إف. باكلي
جون إف. باكلي هو سياسي أمريكي، ولد في 10 فبراير 1892، وتوفي في 17 نوفمبر 1965. نشط حزبياً في الحزب الجمهوري. وقد انتخب عضو جمعية ولاية ويسكونسن ‏.